# منتخب إندونيسيا لكرة القاعدة
منتخب إندونيسيا لكرة القاعدة هو ممثل إندونيسيا الرسمي في المنافسات الدولية في كرة القاعدة
.